# Ilulissat
Ilulissat (em dinamarquês: Jacobshavn) é a terceira maior localidade da Groenlândia e também a sede do município de Avannaata. Localiza-se sensivelmente a meio da da costa ocidental e a cerca de 200 quilómetros a norte do Círculo Polar Ártico. Tem uma população de 4 963 habitantes (2024).

É o destino mais popular da Groenlândia devido à sua proximidade do fiorde de gelo de Ilulissat, onde desagua um glaciar, despejando diariamente milhões de toneladas de gelo. O turismo é a indústria principal da cidade, dispondo de um museu de arte e oferecendo passeios de avião, helicóptero e barco.

Foi o local de nascimento do explorador polar aclamado Knud Rasmussen e a sua casa no centro da cidade é hoje um museu a si dedicado.

## Etimologia
Ilulissat é um nome gronelandês, significando “montanhas de gelo“.
                                                                                                          É também conhecida pelo seu nome dinamarquês Jacobshavn ("O porto de Jacob").

## História

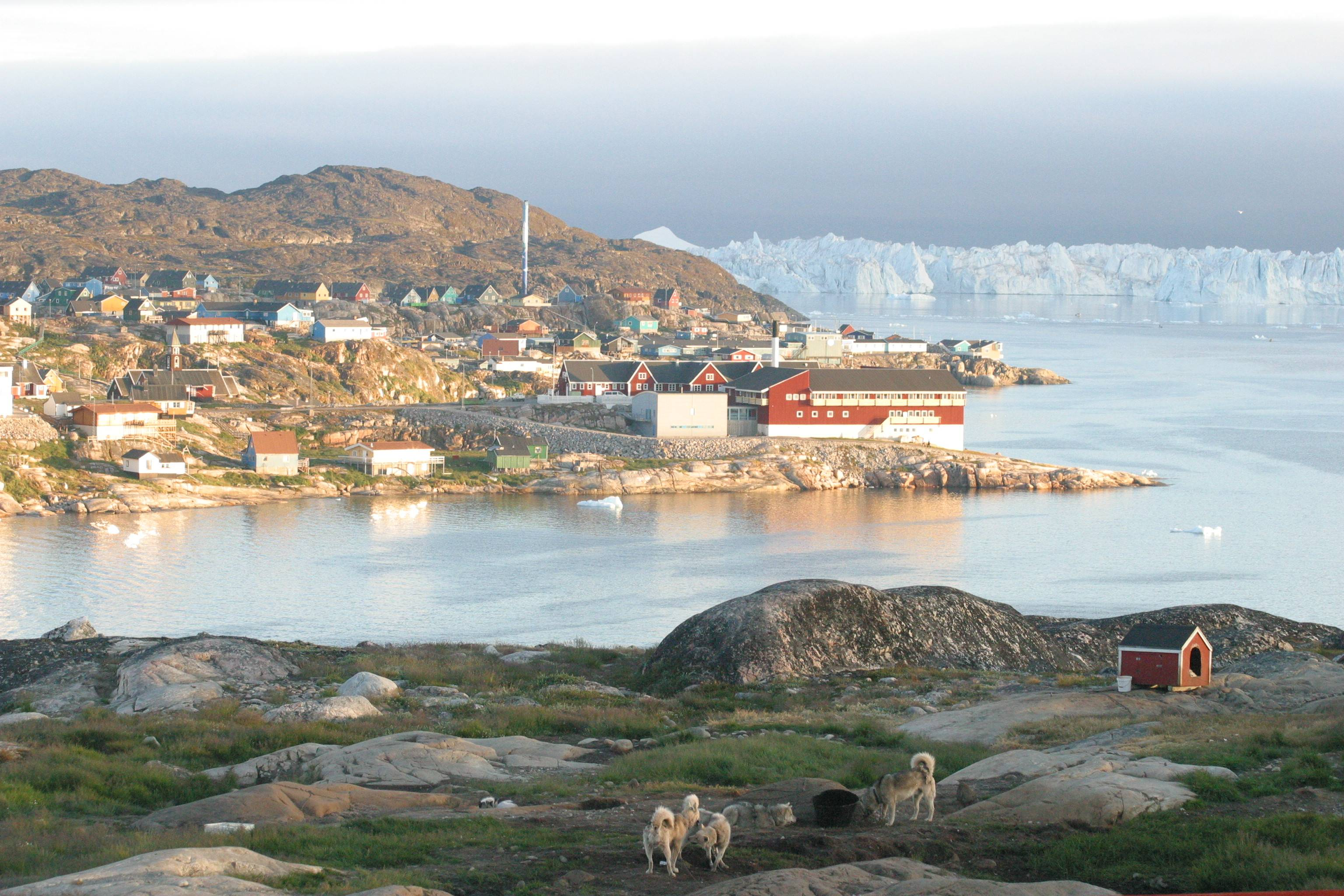
Ilulissat

Têm existido povoações inuítas nesta área pelo menos há 3000 anos. A povoação abandonada de Sermermiut, dois quilómetros a sul da cidade, foi, no passado, uma das maiores povoações da Gronelândia, com cerca de 250 habitantes. 
A cidade moderna foi fundada pelo comerciante e colonizador Jakob Severin em 1741, e recebeu o nome Jacobshavn, em alusão ao seu fundador, que abrira uma estação comercial no local.

## Geografia
Está situada na costa oeste da Gronelândia, acima do círculo polar ártico, junto à Baía de Disko.

### Clima
| Dados climatológicos para Ilulissat (1961-1990) | Dados climatológicos para Ilulissat (1961-1990) | Dados climatológicos para Ilulissat (1961-1990) | Dados climatológicos para Ilulissat (1961-1990) | Dados climatológicos para Ilulissat (1961-1990) | Dados climatológicos para Ilulissat (1961-1990) | Dados climatológicos para Ilulissat (1961-1990) | Dados climatológicos para Ilulissat (1961-1990) | Dados climatológicos para Ilulissat (1961-1990) | Dados climatológicos para Ilulissat (1961-1990) | Dados climatológicos para Ilulissat (1961-1990) | Dados climatológicos para Ilulissat (1961-1990) | Dados climatológicos para Ilulissat (1961-1990) | Dados climatológicos para Ilulissat (1961-1990) |
| Mês                                             | Jan                                             | Fev                                             | Mar                                             | Abr                                             | Mai                                             | Jun                                             | Jul                                             | Ago                                             | Set                                             | Out                                             | Nov                                             | Dez                                             | Ano                                             |
| ----------------------------------------------- | ----------------------------------------------- | ----------------------------------------------- | ----------------------------------------------- | ----------------------------------------------- | ----------------------------------------------- | ----------------------------------------------- | ----------------------------------------------- | ----------------------------------------------- | ----------------------------------------------- | ----------------------------------------------- | ----------------------------------------------- | ----------------------------------------------- | ----------------------------------------------- |
| Temperatura máxima recorde (°C)                 | 12,2                                            | 9,0                                             | 12,0                                            | 10,2                                            | 16,5                                            | 18,0                                            | 20,6                                            | 20,4                                            | 16,1                                            | 12,4                                            | 11,4                                            | 11,6                                            | 20,6                                            |
| Temperatura máxima média (°C)                   | −9,0                                            | −10,1                                           | −10,6                                           | −3,8                                            | 3,4                                             | 8,3                                             | 11,4                                            | 10,2                                            | 5,5                                             | −0,5                                            | −4,8                                            | −7,6                                            | −0,6                                            |
| Temperatura mínima média (°C)                   | −16,6                                           | −18,3                                           | −19,3                                           | −12,6                                           | −3,4                                            | 1,8                                             | 4,4                                             | 3,3                                             | −0,8                                            | −6,7                                            | −11,1                                           | −14,8                                           | −7,8                                            |
| Temperatura mínima recorde (°C)                 | −33,6                                           | −33,6                                           | −37,8                                           | −29,5                                           | −21,1                                           | −5,9                                            | −1,5                                            | −3,0                                            | −13,8                                           | −18,2                                           | −27,5                                           | −34,0                                           | −37,8                                           |
| Precipitação (mm)                               | 13                                              | 16                                              | 13                                              | 18                                              | 18                                              | 24                                              | 32                                              | 31                                              | 41                                              | 25                                              | 22                                              | 18                                              | 271                                             |
| Dias com precipitação                           | 4,3                                             | 4,0                                             | 4,0                                             | 5,0                                             | 4,2                                             | 4,8                                             | 5,3                                             | 5,4                                             | 7,4                                             | 5,3                                             | 5,6                                             | 5,0                                             | 60,3                                            |
| Dias com neve                                   | 7,6                                             | 7,2                                             | 7,8                                             | 8,0                                             | 6,0                                             | 0,6                                             | 0,0                                             | 0,4                                             | 3,3                                             | 5,9                                             | 7,3                                             | 7,2                                             | 61,3                                            |
| Insolação (h)                                   | 0                                               | 28                                              | 93                                              | 180                                             | 279                                             | 300                                             | 279                                             | 217                                             | 120                                             | 62                                              | 30                                              | 0                                               | 1 588                                           |
| Fonte: Danish Meteorological Institute          |                                                 |                                                 |                                                 |                                                 |                                                 |                                                 |                                                 |                                                 |                                                 |                                                 |                                                 |                                                 |                                                 |
| Fonte 2: World Climate Guide                    |                                                 |                                                 |                                                 |                                                 |                                                 |                                                 |                                                 |                                                 |                                                 |                                                 |                                                 |                                                 |                                                 |

## População
Nas 2 últimas décadas, a população de Ilulissat aumentou bastante tendo em 2010, 4546 habitantes. É a 3ª maior cidade da Gronelândia e a maior do município de Avannaata.

## Economia
A economia de Ilulissat está muito virada para o turismo, sendo também caracterizada pelo seu importante porto de pesca, pelo seu aeroporto, pelo seu hospital, pela sua indústria de conservas de peixe e pelo seu estaleiro.

## Transportes

### Aéreos
O pequeno aeroporto internacional de Ilulissat – a 3 km a norte da cidade - é servido pela Air Greenland e pela Air Iceland, oferecendo conexão com o norte e o oeste da Gronelândia, assim como com a Islândia.

### Marítimos
O assentamento é servido pela Arctic Umiaq Line (passageiros) e pela Royal Arctic (mercadorias e alimentos).

## Desporto
A cidade é o lar do clube Nagdlunguaq-48 que participa no campeonato gronelandês de futebol (GM).

 
A sua equipa de futebol joga todos os seus jogos de campeonato em Nuuk, tendo ganho até 2024 o campeonato por 15 vezes.

## Património histórico, cultural e turístico
A cidade dispõe de um património turístico e cultural, onde pode ser destacado:

- Museu de Arte de Ilulissat (Ilulissat Kunstmuseum,Ilulissani Eqqumiittuliornermi Katersugaasivik ; exibidas umas 100 pinturas de artistas gronelandeses)
- Museu de Ilulissat (Ilulissat Museum,Ilulissani Katersugaasivik ; museu histórico da cidade e da região)
- Igreja de Ilulissat (Zionskirken ; igreja tradicional vermelha; 1783)

## Galeria

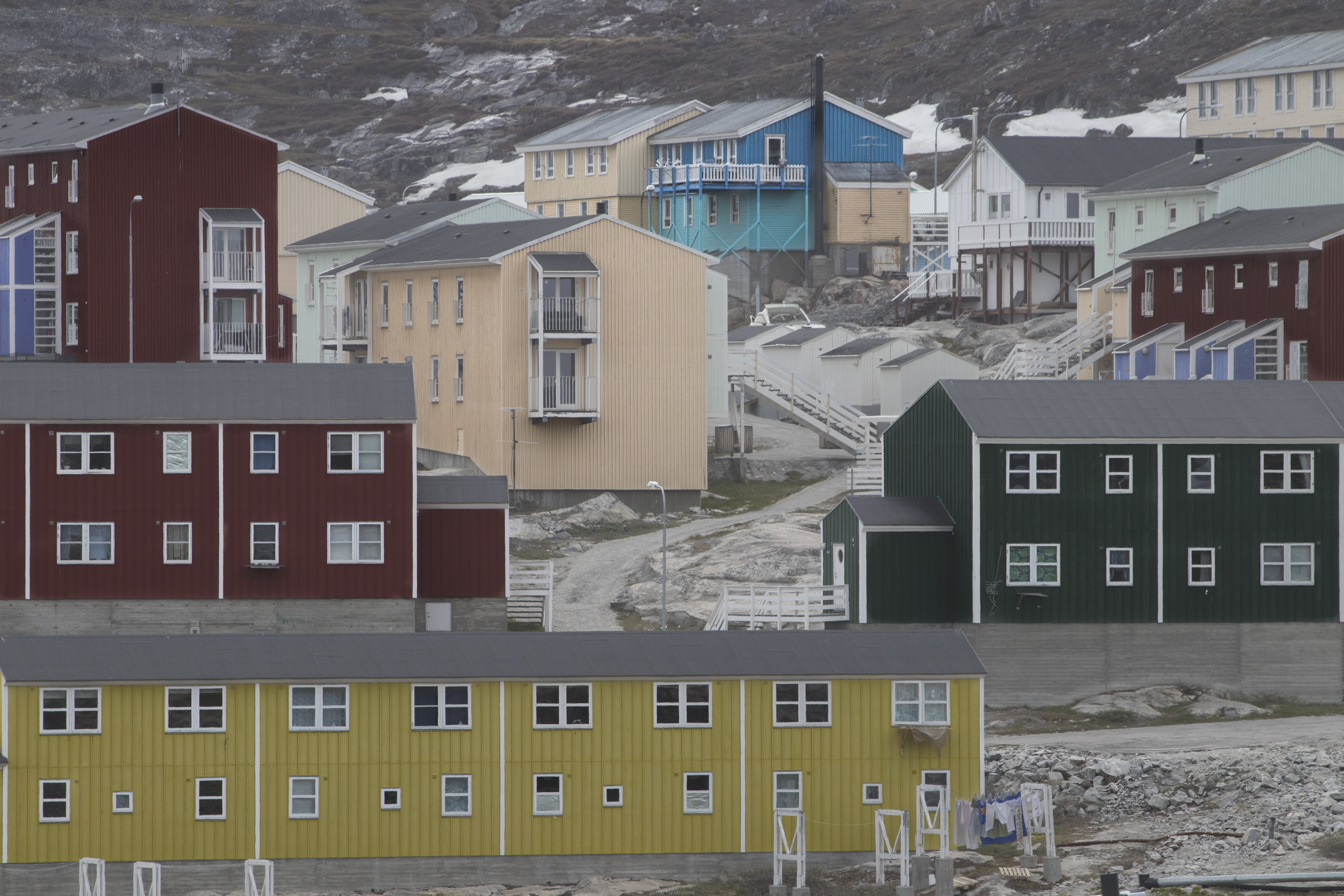
Casas em Ilulissat
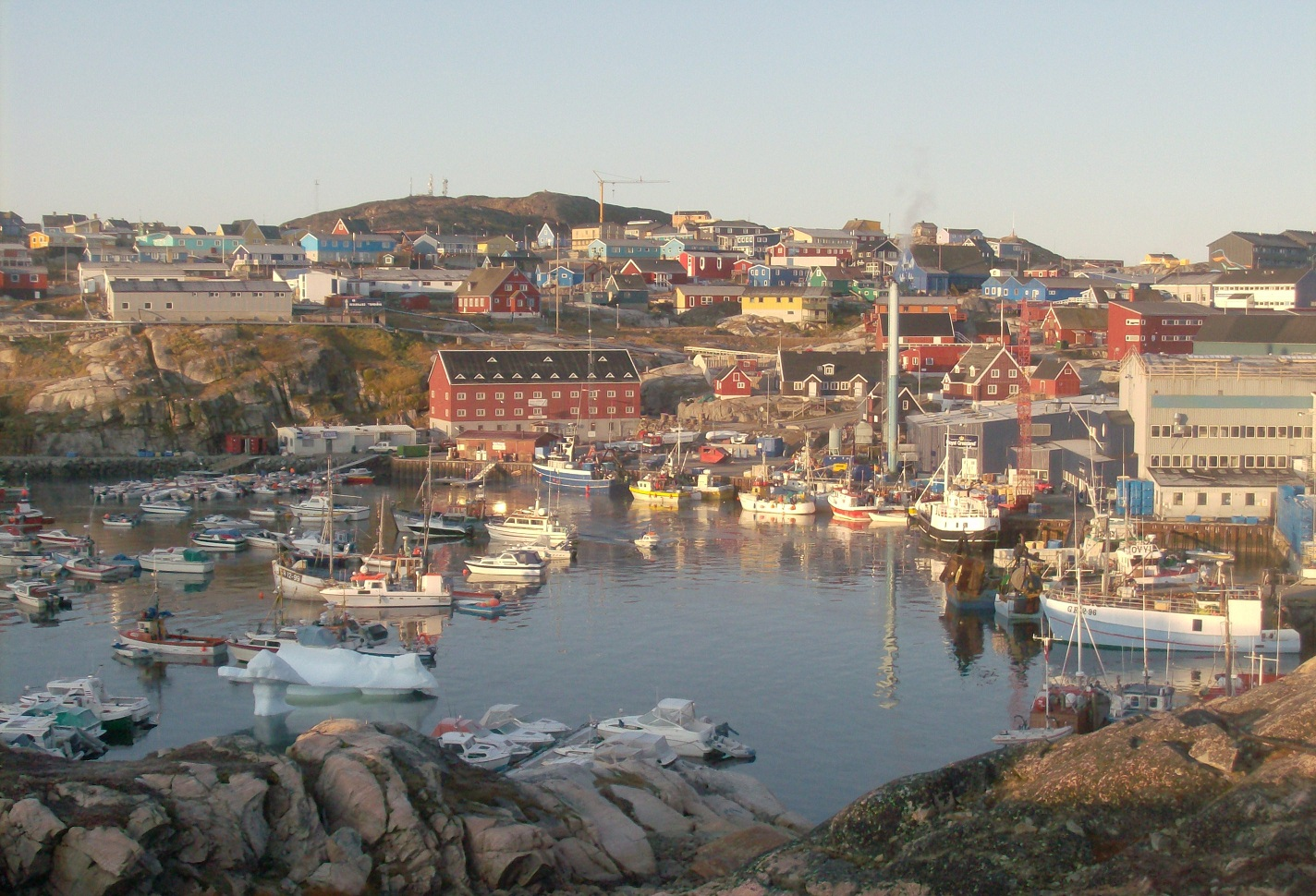
O porto de Ilulissat
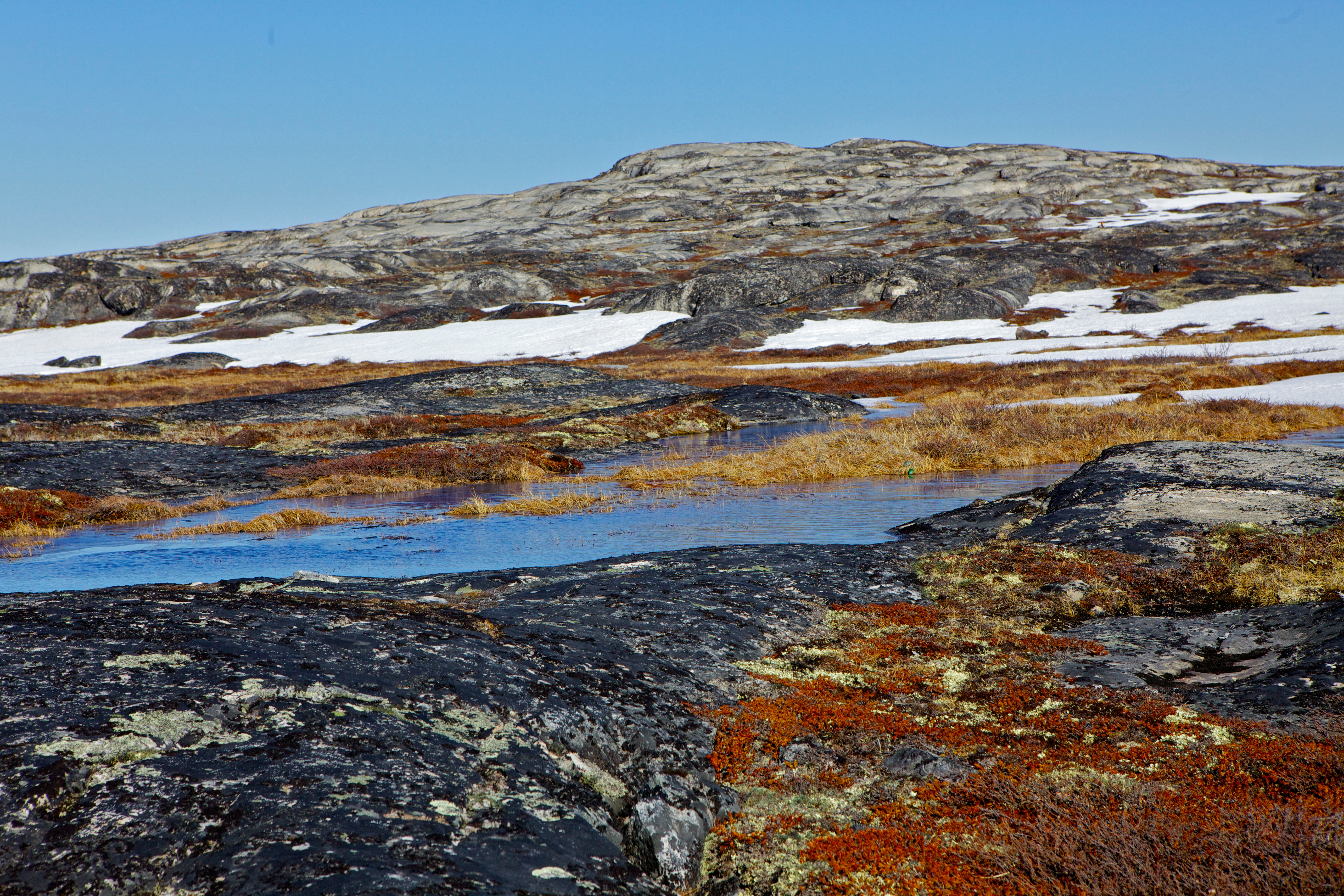
Natureza com tundra na proximidade da cidade
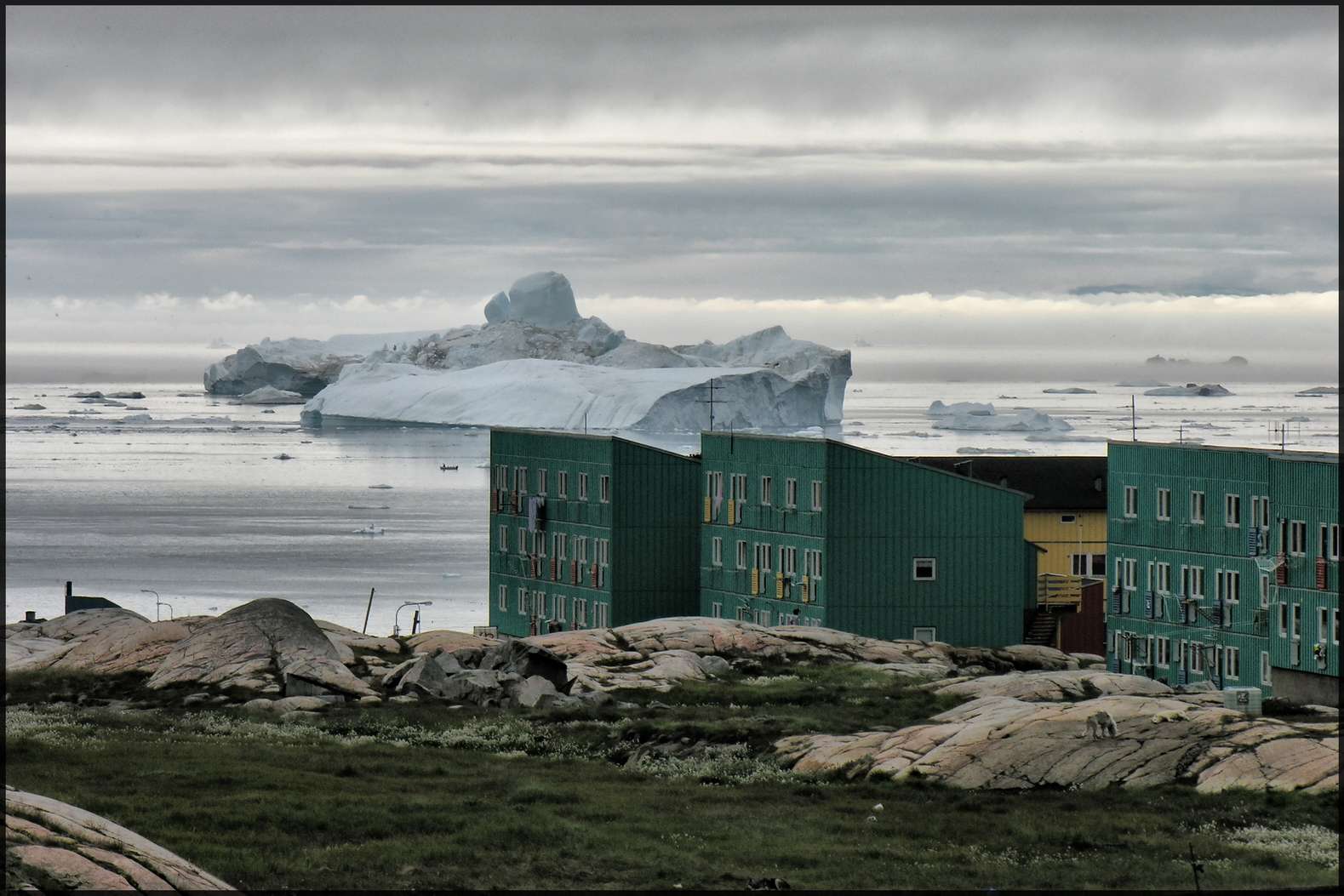
Icebergues ao largo da cidade
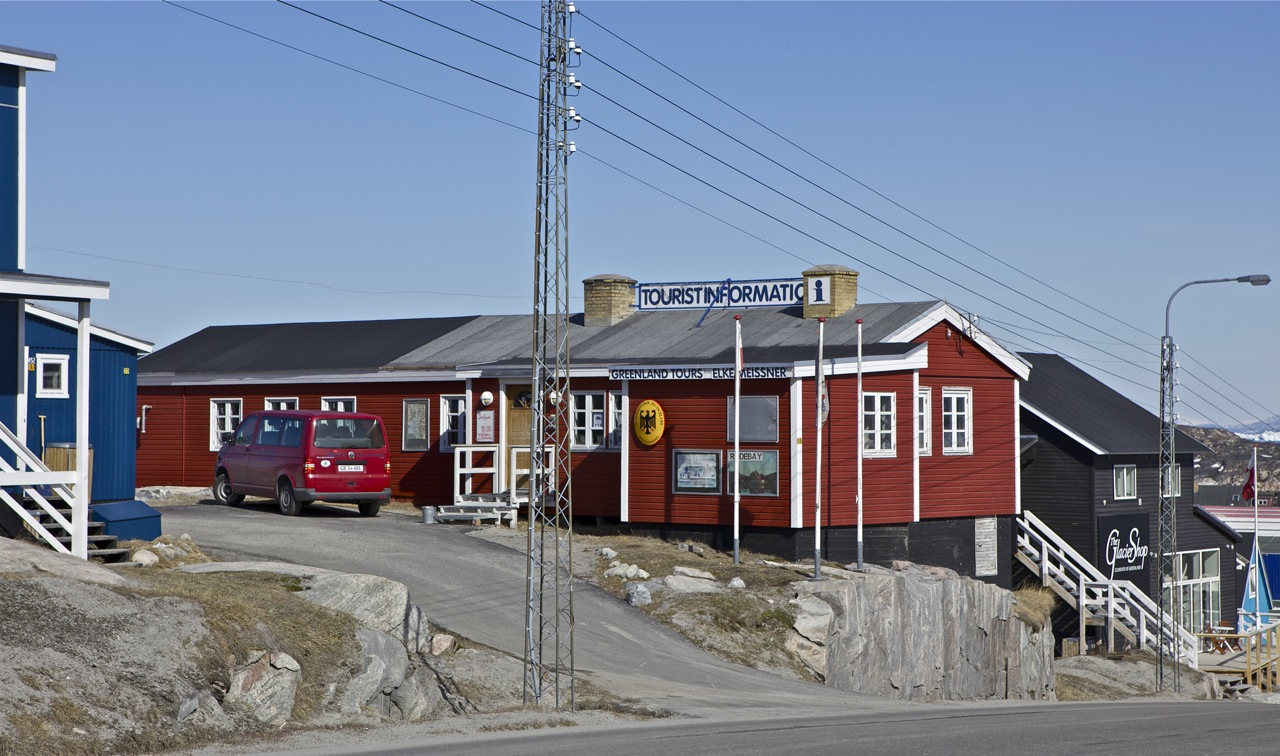
Centro da cidade
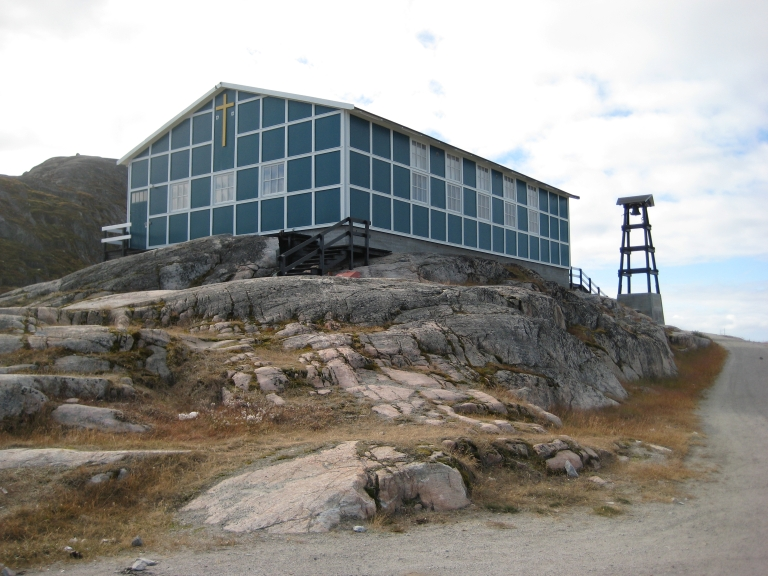
Igreja de Ilulissat